# Anders Skjødt Voergaard
Anders Skjødt Voergaard (født 14. maj 1988) er en dansk fodbolddommer, der siden 2017 har dømt kampe i den danske 1. division. Tidligere har Voergaard dømt kampe i 2. division.